# Boomerang (The Creatures)
| Recensione          | Giudizio       |
| ------------------- | -------------- |
| AllMusic            |                |
| Melody Maker        | molto positivo |
| New Musical Express | 8/10           |
| Record Mirror       |                |

Boomerang è il secondo album del duo inglese voce-batteria The Creatures, pubblicato il 6 novembre 1989.

## Il disco
Come già avevano fatto per il precedente Feast, i Creatures scelsero, per registrare i pezzi del nuovo album, di andare all'estero, e questa fu la volta della regione spagnola dell'Andalusia: le atmosfere mediterranee influenzano tracce come Standing There (primo singolo a essere estratto, che parla delle violenze degli uomini sulle donne), Fruitman, Strolling Wolf e Morriña. Il secondo singolo estratto fu Fury Eyes, ispirato al romanzo In the eyes of Mr. Fury di Philip Ridley; altro pezzo significativo è Simoom, che significa "vento asciutto" in lingua araba, ed è ispirato alla allora recente vicenda dello scrittore indiano Salman Rushdie e alla fatwā lanciata contro di lui dopo la pubblicazione della sua opera I Versetti Satanici (1988). Le canzoni Solar Choir e Speeding sono incluse solo nella versione su CD.

L'album venne favorevolmente accolto dalla critica musicale, ma non ebbe successo commerciale: non entrò nella classifica degli album più venduti in Gran Bretagna e raggiunse solo la posizione n. 197 della Top 200 di Billboard.

## Tracce
Testi di Sioux, musiche dei Creatures, tranne ove indicato.
1. Standing There - 3:06
2. Manchild - 3:50
3. You! - 4:03
4. Pity - 3:39
5. Killing Time - 3:26
6. Willow - 2:07 (testo: Budgie)
7. Pluto Drive - 4:40 (testo: Budgie)
8. Solar Choir - 2:52
9. Speeding - 4:11
10. Fury Eyes - 2:10
11. Fruitman - 2:46
12. Untiedundone - 3:41
13. Simoom - 3:43
14. Strolling Wolf - 4:27
15. Venus Sands - 5:03
16. Morriña - 2:49

- Solar Choir e Speeding non sono presenti nella versione in vinile dell'album.

## Formazione
- Siouxsie Sioux: voce, strumenti
- Budgie: voce, strumenti

### Altri musicisti
- Peter Thoms - trombone
- Gary Barnacle - sassofoni
- Rico Tomasso - tromba in Manchild
- Martin McCarrick - fisarmonica in Speeding

### Produzione
- Mike Hedges - ingegnere del suono
- Spike Drake - assistente ingegneria
- Kevin Metcalfe - masterizzazione